# Kumbia Queers
Kumbia Queers sind eine Band, die von sechs Musikerinnen aus Mexiko und Argentinien im Sommer 2007 gegründet wurde. Es handelt sich um eine explizit queere Band.

## Geschichte
Die Ursprünge der Band liegen im Punk-Rock. Musikalisch bewegt sie sich auf dem Gebiet der Cumbia. Zu Beginn ihres Schaffens sang und veröffentlichte sie insbesondere Cover-Versionen bekannter Lieder von Künstlern wie Madonna und Black Sabbath, also aus dem Bereich der Rock- wie Pop- und Punk-Geschichte. Mit ihrem dritten Album, 2012 erschienen, wandte sich die Gruppe vornehmlich eigenen Liedern und Songtexten zu.
Pro Jahr absolvieren die Kumbia Queers über hundert Auftritte. Vor allem in Chile, Mexiko und Argentinien wächst die Zahl ihrer Fans. Im Sommer 2012 ging die Band auf ihre dritte Tournee in Europa. Innerhalb von 27 Tagen spielte sie von Stockholm bis Madrid an 23 Orten insgesamt 25 Konzerte. 2014 war die Band in Lateinamerika und – auf Einladung der Jury des SXSW Festivals – in den USA unterwegs. Im Sommer 2015 kamen die Kumbia Queers erneut nach Europa und stellten, in neuer Formation ohne Sängerin Ali (sie widmet sich ihrer Solokarriere), ihre aktuelle Platte vor. Nach zweijähriger Pause wird die Band im Sommer 2017 wieder in Europa unterwegs sein, unter dem Tourmotto:"10 years of tropipunk party".

## Diskografie
- 2007: Kumbia nena!
- 2010: La gran estafa del tropipunk
- 2012: Pecados Tropicales
- 2015: Canta y no llores